# Franciszek Gryciuk
Franciszek Gryciuk (ur. 21 listopada 1948 w Kobylanach) – polski historyk i nauczyciel akademicki, w latach 2008–2011 zastępca prezesa Instytutu Pamięci Narodowej, w latach 2010–2011 p.o. prezesa IPN.

## Życiorys
W 1972 ukończył studia archeologiczne na Wydziale Historycznym Uniwersytetu Warszawskiego; uzyskał na tej uczelni stopień doktora nauk historycznych. Zawodowo związany z Uniwersytetem Przyrodniczo-Humanistycznym w Siedlcach. W latach 90. był dziekanem Wydziału Humanistycznego, a następnie od 1996 do 1999 prorektorem Wyższej Szkoły Rolniczo-Pedagogicznej (poprzedniczki UPH). Wykładał również na Grodzieńskim Uniwersytecie Państwowym im. Janki Kupały. Naukowo zajął się historią Polski, historią kultury i historią regionalną.
W 1999 z rekomendacji m.in. posłów PSL oraz AWS został powołany w skład Kolegium IPN I kadencji (1999–2006). Przewodniczył mu w okresie 2003–2004, następnie był jego wiceprzewodniczącym. W czerwcu 2008 objął stanowisko zastępcy prezesa IPN.
W czerwcu 2010 został pełniącym obowiązki prezesa IPN (po śmierci Janusza Kurtyki w katastrofie lotniczej w Smoleńsku) i po wejściu w życie stosownej nowelizacji ustawy o IPN. Urzędowanie jako wiceprezes IPN zakończył w czerwcu 2011.
Działał w Towarzystwie Miłośników Podlasia, Towarzystwie Przyjaciół Siedlec i Ludowym Towarzystwie Naukowo-Kulturalnym. W latach 70. przez dwie kadencje był przewodniczącym siedleckiego oddziału Polskiego Towarzystwa Historycznego.

## Odznaczenia
W 1997 odznaczony Srebrnym Krzyżem Zasługi.

## Wybrane publikacje
- Represje NKWD wobec żołnierzy podziemnego Państwa Polskiego w latach 1944–45. Wybór źródeł, T. 1–2, 1995 (oprac. z Piotrem Matusakiem).
- Opór chłopów przeciw kolektywizacji wsi polskiej 1948–1956, 1997 (red.).
- Siedlce 1944–1956, 2009.
- Stanisław Mikołajczyk w dokumentach aparatu bezpieczeństwa, T. 1–3, 2010 (wybór dok. z Witoldem Bagieńskim i Franciszkiem Dąbrowskim).
- Władysław Zaremba, Moje wspomnienia, 2012 (wstęp i oprac.).